# Efter alla år av saknad
Efter alla år av saknad är en roman av Peter Robinson, utgiven i Storbritannien år 2003. Engelska originalets titel är The Summer That Never Was. Jan Malmsjö översatte romanen till svenska 2003. Romanen är den trettonde i serien om kommissarie Banks.

## Handling
Banks har ofta tänkt på sin skolkamrat, Graham Marshall, som försvann sommaren 1965 utan att lämna minsta spår efter sig. I samband med ett vägbygge återfinns dock Grahams skelett efter 35 år. Utredningen om fyndet sköts av en intilliggande distrikt men Banks ser förstås till att bli indragen i fallet. Samtidigt mördas även en annan ung pojke och uredningen av det som skedde 1965 sker parallellt med detta helt nya mord. Jämte Annie Cabbot och Banks vanliga kollegor får läsaren här möta kriminalinspektören Michelle Hart som sköter utredningen av Grahams död samtidigt som hon måste hantera egna demoner. Ett genomgående tema är vad vi egentligen minns från vår barn- och ungdom och hur lite vi vet om ett händelseförlopp förrän långt efteråt.